# Robert Christgau
Robert Christgau, född 18 april 1942 i New York City, New York, är en amerikansk essäist, musikjournalist och självutnämnd "Dean of American Rock Critics" (De amerikanska rockkritikernas dekanus).
Christgau säger att han blev ett rock and rollfan när discjockeyn Alan Freed kom till staden 1954. Han lämnade New York på fyra år för att börja på college i New Hampshire, där han utexaminerades 1962. Under collegetiden blev han mer intresserad av jazz, men vände tillbaka till rock and roll så fort han återvänt till New York. 
Från början skrev han noveller innan han 1964 blev sportjournalist och senare polisrapportör på Newark Star-Ledger. Christgau började frilansa efter att ett reportage om en kvinnas död i New Jersey blivit publicerad i New York Magazine. Han tillfrågades att ta över den inaktiva musikkolumnen på Esquire, som han började med 1967. När Esquire lade ner kolumnen flyttade han över till The Village Voice 1969 och tog även anställning som collegelärare.
1972 blev han fast anställd på Newsday, men 1974 återvände han till Village Voice som musikredaktör. Mellan 1974 och 2006 var han ansvarig för Village Voice Pazz & Jop-lista. Han stannade där fram till 2006 då han avskedades "for taste" (för smak) kort efter att ha blivit kritiserad av New Times Media. Två månader senare började han skriva för Rolling Stone Magazine.
Christgau har även skrivit regelbundet för Playboy, Spin, Creem och Blender. 2005 blev han professor på Clive Davis Department of Recorded Music på New York University. 